# ادله اثبات دعوی
هر کس مدعی حقی باشد باید آن را اثبات کند و مدعی علیه هر گاه در مقام دفاع، مدّعی امری شود که محتاج به دلیل باشد، اثبات امر بر عهدهٔ او است. جلد سوم قانون مدنی در ادلّهٔ اثبات دعوی. و

## گونه‌های ادلّه درامور حقوقی
به موجب قانون مدنی، ادلّهٔ اثبات دعوی پنج گونه است که عبارتند از:

### اقرار
اقرار اخبار به حقّی است برای غیر، بر ضرر خود. و در فرهنگ عمید آمده‌است که اعتراف کردن امری به سود دیگری و به زیان خود اقرار به هر لفظی ممکن است به شرط آنکه اقرارکننده بالغ، عاقل، قاصد و مختار باشد

### سند
مدرک یا سند عبارت است از اطلاعات ثبت شده، اعم از نوشتاری، دیداری، شنیداری که به وسیله اشخاص حقیقی یا حقوقی ایجاد شده و دارای ارزش نگهداری باشد. بنا به تعریف قانون مدنی ماده ۱۲۸۴، «نوشته‌ای است که در مقام دعوی و دفاع قابل استناد باشد.» هر سندی نوشته‌است، اما هر نوشته‌ای سند نیست؛ همچنانکه ماده ۱۲۸۵ قانون مدنی، شهادت نامه را سند ندانسته‌است.
نوشته‌ای که قابل استناد باشد، مهر و امضاء قاضی و حکم و فرمان پادشاهی و چک و دست نوشته و مکتوبی که بدان اختیار شغل و مُلکی را به کسی دهند.
انواع سند از نظر اعتبار قانونی و
۱-سند رسمی: سند رسمی عبارت است از سندی که در ادارهٔ ثبت اسناد و املاک یا دفاتر اسناد رسمی یا در نزد سایر مأمورین در حدود صلاحیت آنها و بر طبق مقرّرات قانونی تنظیم شده باشد. مثل سندی که در دفترخانه‌ها تنظیم می‌شود وشناسنامه، گواهینامه، احکام استخدام و…
از ویژگی‌های اسناد رسمی در آیین دادرسی دادگاه‌ها و مراجع رسیدگی‌کنندهٔ غیر دادگستری این است که نمی‌توان نسبت به این اسناد، اظهار انکار یا تردید کرد و تنها می‌توان مدّعی جعلی بودن شد. همچنین از دیگر ویژگی‌های این اسناد، قابلیت اجرای مفاد این اسناد از راه حاکمیت دولتی از قبیل دوائر اجرایی ادارهٔ ثبت اسناد و املاک است.
۲-سند عادّی: غیر از اسناد مذکور در ماده ۱۲۸۷ سایر اسناد، عادی است. به عبارت دیگر، سند عادّی عبارت است از سندی که از جانب اشخاص غیررسمی بدون دخالت مأمورین رسمی تنظیم شده و تابع تشریفات خاص نباشد. مانند دفاتر و اسناد تجارتی. نظیر دفتر روزنامه، دفتر دارایی، دفتر کل. اگر چه اسناد تجارتی ذکر شده، دارای تشریفاتی تقریباً مشابه با سند رسمی است از آن جهت که شماره‌گذاری و پلمپ آن‌ها توسّط مأمورین رسمی دولتی انجام می‌پذیرد، ولی این اسناد نیز سند رسمی محسوب نشده پس سند عادی هستند. و

### شهادت
شهادت در فرهنگ لغت از جمله به معنای گواهی‌دادن و تأییدکردن است و در دانش حقوقی، گواهیِ کتبی یا شفاهی دادن در محضر دادگاه است و

### اَمارات
اَماره(فقه) در لغت به معنای نشانه و در حقوق، اوضاع و احوالی است که به حکم قانون یا به نظر قاضی دلیل بر امری شناخته شود 

### قسم
سوگند یا قسم، اقرار و اعترافی را گویند که شخص از روی شرف و ناموس خود می‌کند و خدا یا بزرگی را شاهد گیرد. و

## گونه‌های ادله درامور کیفری
بموجب قانون مجازات اسلامی ادله اثبات جرم چهار گونه‌اند که عبارتند:

### اقرار
اقرار عبارت از اخبار شخص به ارتکاب جرم از جانب خود است. و

### شهادت
شهادت عبارت از اخبار شخصی غیر از طرفین دعوی به وقوع یا عدم وقوع جرم توسط متهم یا هر امر دیگری نزد مقام قضائی است. و

### سوگند وقسامه
سوگند عبارت از گواه قراردادن خداوند بر درستی گفتار اداءکننده سوگند است. قسامه (به فتح قاف و بدون تشدید) یکی از راه‌های اثبات وقوع جنایت (قتل و صدمات بدنی) در فقه اسلامی و حقوق کیفری ایران است. برای اقامه قسامه سوگند خوردن ۵۰ نفر از بستگان پدری ذکور مدعیِ وقوع قتل لازم است. قسم خوردن این افراد مبنی بر وقوع قتل توسط متهم برای اثبات قتل کافی است. و و و

### علم قاضی
علم قاضی عبارت از یقین حاصل از مستندات بیّن در امری است که نزد وی مطرح می‌شود. در مواردی که مستند حکم، علم قاضی است، وی موظف است قرائن و اماره بیّن مستند علم خود را به‌طور صریح در حکم قید کند.

### لعان
هرگاه زوج، زوجهٔ خویش را به زنا قذف کند و بیّنه‌ای نیز در دست نداشته باشد، باید لعان عملی گردد. لعان ده سوگند است، با صیغه خاص خود که زوج و زوجه هر کدام پنج بار تشریفات ویژه باید ادا کنند.